# Линн, Беверли
Бе́верли Линн Ха́бшер-Мидо́уз (англ. Beverly Lynne Hubscher-Meadows; 31 октября 1973, Селлерсвилл, Пенсильвания, США) — американская актриса и кинопродюсер.

## Биография
Беверли Линн Хабшер родилась 31 октября 1973 года в Селлерсвилле (штат Пенсильвания, США). У Беверли есть младшая сестра (род.1982/1983).

## Карьера
Беверли снимается в кино с 1995 года.
В период 2010—2011 годов Линн также выступила в качестве кинопродюсера.

## Личная жизнь
С 22 апреля 2006 года Беверли замужем за актёром Гленом Мидоузом (род.1974), с которым она встречалась как минимум год до их свадьбы. У супругов есть дочь — Брианна Николь Мидоуз (род.28.10.2005).